# Hemgiftsmord
Hemgiftsmord är ett mord där en man dödar sin hustru om han inte fått den hemgift som avtalats. Hemgiftsmord har bland annat förekommit i Indien. Myndigheterna räknar med att många dödsfall som beskrivs som olyckor i hemmet eller självmord egentligen är hemgiftsmord. Dessa sker vanligen i Pakistan, Indien och Bangladesh. 
Eftersom hemgift som krav för äktenskap är förbjudet i Indien sedan 1961, men fortfarande har traditionellt stöd, är det vanligt att lagen kringgås med påstått frivilliga gåvor. Det innebär att vissa män får mindre hemgift än de önskar.